# San Andrés Sinaxtla
San Andrés Sinaxtla là một đô thị thuộc bang Oaxaca, México. Năm 2005, dân số của đô thị này là 613 người.